# بارنشتورف (زامتگمایند)
بارنشتورف (به آلمانی: Samtgemeinde Barnstorf) یک منطقهٔ مسکونی در آلمان است که در دیفولتس واقع شده‌است. بارنشتورف  ۱۲٬۰۵۹ نفر جمعیت دارد.